# Vida da minha vida
Vida da minha vida é o vigésimo segundo álbum da carreira do cantor brasileiro Zeca Pagodinho.
Foi lançado em 21 de setembro de 2010 pela gravadora Universal Music Brasil. Foi produzido por Rildo Hora e recebeu a certificação de disco de platina pela Associação Brasileira de Produtores de Discos. Em 2011, no 22° Prêmio da Música Brasileira, Pagodinho foi eleito "Melhor Cantor" da categoria "Samba" com Vida da minha vida.

## Antecedentes
Em entrevista à página virtual da revista Istoé Gente, Pagodinho revelou ter resolvido querer fazer um disco em julho de 2010. Então, convidou os seus amigos músicos para que se reunissem em estúdio, onde ele diz ter tornado-se "uma escola de samba" devido à festa que fizeram.

## Recepção crítica
| Críticas profissionais | Críticas profissionais |
| Avaliações da crítica  | Avaliações da crítica  |
| Fonte                  | Avaliação              |
| ---------------------- | ---------------------- |
| Allmusic               | [ 8 ]                  |

Em uma resenha ao portal estado-unidense de música Allmusic, Mariano Prunes comentou que embora Vida da minha vida seja como os outros álbuns de Pagodinho musicalmente para ouvintes estrangeiros, as canções foram bem selecionadas e a interpretação do cantor, os arranjos e a escolha de material são excelentes.

## Lista de faixas
| N.º            | Título                                                    | Compositor(es)                                                                  | Duração |  |
| 1.             | "Vida da minha vida"                                      | Moacyr Luz, Sereno                                                              | 3:38    |  |
| 2.             | "Poxa"                                                    | Gilson de Souza                                                                 | 3:08    |  |
| 3.             | "Hoje sei que te amo"                                     | Nelson Rufino                                                                   | 4:08    |  |
| 4.             | "Quem passa vai parar" (com Alcione)                      | Carlito Cavalcanti, Efson, Marquinhos PQD                                       | 3:45    |  |
| 5.             | "Pela casa inteira"                                       | Fred Camacho, Almir Guineto                                                     | 3:53    |  |
| 6.             | "Desacerto"                                               | Randley Carioca, Toninho Geraes, Fabinho do Terreiro                            | 3:23    |  |
| 7.             | "Um real de amor"                                         | Fagner                                                                          | 3:48    |  |
| 8.             | "Candeeiro da vovó" (com Velha Guarda do Império Serrano) | Delcio Carvalho, Dona Ivone Lara                                                | 4:00    |  |
| 9.             | "Orgulho do vovô"                                         | Arlindo Cruz, Zeca Pagodinho                                                    | 3:34    |  |
| 10.            | "O puxa-saco"                                             | Alamir, Roberto Lopes, Levy Vianna                                              | 3:26    |  |
| 11.            | "Dolores e suas desilusões" (com Velha Guarda da Portela) | Mauro Diniz, Monarco                                                            | 3:45    |  |
| 12.            | "Encanto da paisagem" (com Nelson Sargento)               | Nelson Sargento                                                                 | 5:01    |  |
| 13.            | "O som do samba"                                          | Marcos Diniz, Barbeirinho do Jacarezinho, Dolores Duran, Luiz Grande, Tom Jobim | 2:32    |  |
| 14.            | "Chama de saudade"                                        | Beto Sem Braço, Serginho Meriti                                                 | 4:34    |  |
| 15.            | "O garanhão"                                              | Zé Roberto                                                                      | 4:00    |  |
| Duração total: | Duração total:                                            | Duração total:                                                                  | 56:35   |  |

Fonte: Allmusic

## Desempenho comercial
| Tabela (2010)                | Melhor posição |
| ---------------------------- | -------------- |
| Brasil (CD - TOP 10 Semanal) | 4              |

| Associação                                             | Certificação |
| ------------------------------------------------------ | ------------ |
| Brasil (Associação Brasileira de Produtores de Discos) | Platina      |